# イェス・エブゲン
イェス・エブゲン（モンゴル語: Yes ebügen、中国語: 也速也不干、生没年不詳）は、オゴデイの息子のコデンの子孫で、モンゴル帝国の皇族。『元史』などの漢文史料では也速也不干（yěsùyěbúgān）と記される。

## 出自
『元史』宗室世系表によると、コデン家のクルク（曲列魯）の息子のベク・テムル（別帖木児）の息子として生まれたという。
クルクは『元史』宗室世系表ではコデンの息子とされるが、ペルシア語史料の『集史』や『五族譜』などの記述からコデンの孫とするのが正しいと考えられている。クルクの事蹟については不明な点が多く、僅かに大徳7年（1303年）に鈔幣を与えられたことが記録されているに過ぎない。
クルクの息子のベク・テムルについては更に情報が少なく、延祐7年（1320年）に「汾陽王」に封ぜられたことしか知られていない。なお、『元史』宗室世系表ではトルイ家のソゲドゥの家系に「荊王也速不堅（イェス・エブゲン）」の名を入れるが、これはソゲドゥの孫で「シリギの乱」の首謀者であるトク・テムルとコデン家の荊王トク・テムルを同一人物と誤解したもので、史実とは異なる。

## 生涯
イェス・エブゲンが史料上に登場し始めるのは延祐4年（1317年）からで、この時3月分の糧食を与えられている。
泰定元年（1324年）、イェスン・テムルがカアンに即位すると、イェス・エブゲンは最高位の荊王に封ぜられ、金印を与えられた。泰定4年（1327年）には古くから領土を接しているコンギラト部チグゥ家の岐王鎖南管卜から領地を侵していることを訴えられ、朝廷の介入を経て領地を返却させられている。
天暦元年（1328年）、イェスン・テムルが亡くなりカアン位をめぐって天暦の内乱が勃発すると、イェス・エブゲンは大都派として参戦し、襄陽一帯を確保した。斉王オルク・テムルらの上都攻略により大勢が結した頃、イェス・エブゲンは河南の白馬寺に駐屯し、上都派の降伏を受け容れた。結果として内乱は大都派の勝利に終わり、即位したジャヤガトゥ・カアン（文宗トク・テムル）の下でイェス・エブゲンは息子のトク・テムルとともに地位を保つことができた。
至順2年（1331年）には雲南における叛乱軍の残党の活動を抑えるため、雲南に駐屯することになった。
ジャヤガトゥ・カアンの死後、リンチンバルを経てウカアト・カアン（順帝トゴン・テムル）が即位して直後、イェス・エブゲンも亡くなり息子のトク・テムルが後を継いだ。

## コデン王家
- オゴデイ・カアン(Ögödei Qa'an,窩闊台/ اوگتاى قاآن Ūgtāī Qā'ān)
  - コデン太子(Köden ＞闊端/hédān,كوتان/kūtān)
    - メルギデイ王(Mergidei ＞滅里吉歹/mièlǐjídǎi)
      - イェス・ブカ大王(Yes buqa ＞也速不花/yěsù búhuā,ییسوبوقا/yīsū būqā)

    - モンゲトゥ大王(Möngetü ＞蒙哥都/mēnggēdōu,مونكاتو/mūnkātū)
      - イリンチン大王(Irinǰin ＞亦憐真/yìliánzhēn,ایرنچان/īrinchān)

    - ジビク・テムル王(J̌ibig temür ＞只必帖木児/zhībì tiēmùér,جینك تیمور/jīnk tīmūr)
      - テビレ大王(Tebile ＞帖必烈/tiēbìliè,ممبوله＝تیبوله/tībūle)
      - クルク大王(Külük ＞曲列魯/qūlièlǔ,كورلوك/kūrlūk)
        - 汾陽王ベク・テムル(Bek temür ＞別帖木児/bié tiēmùér)
          - 荊王イェス・エブゲン(Yes ebügen ＞也速也不干/yěsù yěbúgān)
            - 荊王トク・テムル(Toq temür ＞脱脱木児/tuō tuōmùér)